# Astrogorgia canala
Astrogorgia canala är en korallart som beskrevs av Manfred Grasshoff 1999. Astrogorgia canala ingår i släktet Astrogorgia och familjen Plexauridae. Inga underarter finns listade i Catalogue of Life.